# 義昭
義昭（ぎしょう、応永11年（1404年） - 嘉吉元年旧3月13日（1441年4月4日））は、室町時代の僧。室町幕府第3代将軍・足利義満の子息で第6代将軍足利義教の異母弟。大覚寺門跡となり、官職は大僧正に昇りたびたび東寺長者を務めた。

## 生涯
応永11年（1404年）、室町幕府3代将軍・足利義満の子として誕生。
母親は不明だが、応永13年（1406年）に裏松重光の養子として養育されていた義満の3歳になる男子・妙法院殿が年齢的に義昭と同一人物と考えられている。重光は義満の正室康子の兄弟であり、そこに養子あるいは里子に出されたということは、生母もまたそれ相応の社会的地位を持つ出自だったと推測されている。また「妙法院殿」という称号は、義昭がはじめ妙法院で出家する予定だったことを示す。
応永21年（1414年）に大覚寺に入って出家し、同26年（1419年）に大僧正俊尊を導師として灌頂を受け、応永29年（1422年）と同34年（1427年）に東寺長者に補任されている。2度目の東寺長者補任の翌応永35年（1428年）、ひとり息子の義量（第5代将軍）の死後、後継者を定めないまま幕政を執っていた兄義持（第4代将軍）が危篤に陥ると、仏門にあったその4人の弟の中から次の室町殿をくじ引きで決定することになった。義持の死後公表された次期室町殿は11歳年長の異母兄・青蓮院門跡義円（第6代将軍足利義教）であった。
義教は幕府権力再建に尽力したが、猜疑心が強く些細な理由で処罰や殺害された武家や公家が相次いだことから人々から「万人恐怖」と呼ばれ恐れられた。永享6年（1434年）には義昭の養父裏松重光の嫡男である義資が何者かに殺害されたうえ首を持ち去られるという事件が起こるが、これも義教の指図によるものとの噂がすぐに立ち、やがてこれが公然の秘密と化した。当時義資は、義教の勘気を被り蟄居の身だったが、折しも義教の側室に上がっていた妹の重子が長男・千也茶丸を産んだことから、蟄居中の義資の屋敷には多くの者が祝いに訪れた。これに立腹した義教は祝いに訪れた者をことごとく処罰しているが、義資の変死はその直後のことだったのである。また、義満時代より恒例となっていた大覚寺門跡が室町殿を訪れて将軍家のために祈祷を行う慣例が途絶えた。このようなことがあり、義昭は義教と次第に疎遠となってゆき、それとともに義教は義昭にも猜疑の念を持つようになってゆく。
永享9年（1437年）7月11日未明、義昭は秘かに大覚寺を抜け出し逐電した。義教以下幕閣は、大覚寺が南朝ゆかりの寺院であること、またこの頃鎌倉公方足利持氏が反幕府の動きを見せていたことから、義昭はそのどちらかと結んで出奔したと判断、畿内各地で捜索を開始した。
翌月には義昭が吉野の天川で還俗し、三井寺にいた説成親王の子・圓胤や大和国の郷士・越智維道と共に挙兵したという情報が入り、翌永享10年（1438年）3月には大和国に一色義貫率いる討伐軍が派遣されて、9月には吉野で反抗していた大覚寺の僧侶と山名氏旧臣が討たれた。これを「大覚寺義昭の乱」と呼ぶこともあるが、実際のところは一連の騒動の期間に義昭が吉野に滞在していた証拠も、挙兵の中に義昭当人がいたことも、それを確認できる文献は存在せず、風説が独り歩きしたことも考えられる。その後の義昭の行動にも、すくなくとも鎌倉公方との関係を示唆する史料は残されていない。
吉野で足利義教の命令を受けた幕府軍が義昭を捜索していたが、永享10年3月に実は義昭は四国にいるという情報が幕府に伝えられ、やがて土佐国の国衆・佐川氏の保護下に置かれていたことが、管領細川持之発給の御内書などによる土佐・阿波の諸国衆に対する命令で明らかとなっている。
更に永享12年（1440年）頃には、義昭は九州に移って還俗して尊有（たかもち）と名乗り、日向国の国衆野辺氏の保護下に置かれていることが明らかとなった。そこで義教は日向守護を兼ねる薩摩守護の島津忠国に義昭討伐を命じた。しかし、島津家中では、義昭擁護論と討伐論に割れていたと推測され、万里小路時房の『建内記』には伝聞記事として、島津氏の庶流の人物より幕府に対して忠国が義昭を匿っているとする密告があったと記述している。そこで義教は忠国と面識のある赤松満政や大内持世らを通じて説得に当たらせた。当初は義昭討伐を渋っていた忠国も度重なる義教からの命令と幕命違反に不満を抱く家中の意見双方の圧力に屈する形で、重臣の山田忠尚・新納忠臣らに義昭討伐を命じた。
忠国の心境は複雑であり、忠尚らにはやむなく討ち取って首を刎ねるとしても義昭の貴人としての名誉に配慮するように命じている。やがて忠尚らは櫛間永徳寺にいた義昭を包囲した。義昭は逃げられずと悟って自害した。なお、義教は薩摩から義昭の首が届くと大いに喜んだという。